# 嚴家淦政府
嚴家淦政府是指1975年4月6日至1978年5月20日，第5任中華民國總統蔣中正於任內逝世後，副總統嚴家淦依憲法繼任其剩餘任期期間，名義上領導的中華民國政府。由於在此時期中華民國的實際掌權者是擔任中國國民黨主席及行政院院長的蔣經國，故有認為此時期算是蔣經國政府時期的一部分。
嚴家淦政府也是迄今執政時間最短的政府，前後僅三年餘，其任內副總統空缺，內閣僅有在前任蔣中正政府末期的蔣經國內閣，共一位一任。嚴家淦於總統任內曾出訪沙特阿拉伯，是中華民國政府遷台後，首位出訪友邦的總統。

## 內閣
嚴家淦繼任總統後沿用蔣中正第五個總統任期內的蔣經國內閣，至任期結束。
|          |          |          |              |               |            |
| 內閣次序 | 閣揆肖像 | 閣揆姓名 | 存續期間     | 存續期間      | 所屬政黨   |
| 內閣次序 | 閣揆肖像 | 閣揆姓名 | 到任時間     | 卸任時間      | 所屬政黨   |
| 1        |          | 蔣經國   | 1972年6月1日 | 1978年5月20日 | 中國國民黨 |

## 外部連結
- 1975.04.06繼任第五任總統宣誓就職典禮報導 （页面存档备份，存于），《華視新聞》Youtube頻道

| 前任： 蔣中正政府 | 行憲以後的中華民國政府 1975年4月5日—1978年5月19日 | 繼任： 蔣經國政府 |